# N.N. vigilata speciale
N.N. vigilata speciale (The Company She Keeps) è un film del 1951 diretto da John Cromwell.

## Trama
Rilasciata dalla prigione dopo aver scontato due anni con l'accusa di falsificazione di assegni, Mildred Lynch cambia il suo nome in Diane Stuart e si trasferisce a Los Angeles. L'ufficiale per la libertà vigilata Joan Willburn le trova un lavoro in un ospedale. Diane la ripaga rubandole il fidanzato, Larry Collins, dopo che è venuto in ospedale per far visita a un paziente. Diane nasconde la relazione a Joan e tace del suo passato a Larry. Scoperta la relazione tra Diane e Larry, Joan la accetta a malincuore e avverte Diane che, per sposarsi, deve prima chiedere l'approvazione alla commissione per la libertà vigilata, che avrà l'obbligo legale di contattare Larry. Diane viene arrestata per un furto di droga all'ospedale, di cui è responsabile l'ex detenuta Tilly Thompson. Nonostante tutto l'aiuto ricevuto da Joan, Diane la accusa di aver tentato di sabotare la sua storia d'amore e anche la sua libertà condizionale. Sfuggita alla custodia, Diane viene raggiunta da Larry, che la convince a tornare sui suoi passi, per scoprire che Joan è riuscita a ottenere per lei l'archiviazione delle accuse.